# Bildungsroman
Bildungsroman (z niem., dosł. „powieść o formowaniu [się]”) – powieść o dojrzewaniu, gatunek powieściowy powstały w czasie oświecenia w Niemczech, w którym autor przedstawia psychologiczne, moralne i społeczne kształtowanie się osobowości głównego i na ogół młodego bohatera. Pojęcie bildungsromanu wywodzi się z wykładów Johanna Karla Simona Morgensterna.

## Przykłady bildungsromanów
- Johann Wolfgang von Goethe – Lata nauki Wilhelma Meistra
- James Joyce – Portret artysty z czasów młodości
- Jane Austen – Emma
- Charlotte Brontë – Dziwne losy Jane Eyre
- Fiodor Dostojewski – Nietoczka Niezwanowa
- Daniel Defoe – Moll Flanders
- Henry Fielding – Historia życia Toma Jonesa, czyli dzieje podrzutka
- Robert Musil – Niepokoje wychowanka Törlessa
- Charles Dickens – Wielkie nadzieje
- Kingsley Amis – Jim szczęściarz
- Saul Bellow – Przygody Augiego Marcha
- Gustaw Herling-Grudziński – Inny świat
- Thomas Mann – Czarodziejska góra
- Zora Neale Hurston – Ich oczy oglądały Boga
- Stefan Żeromski – Przedwiośnie
- Karel Čapek – Osiem twarzy mistrza Foltyna
- Stefan Żeromski – Syzyfowe prace.
- Robert A. Heinlein – Obcy w obcym kraju
- Dmitrij Głuchowski – Metro 2033.